# Улл/Киса
«Улл/Киса» — норвежский футбольный клуб из Йессхейма, выступающий в Первом дивизионе Норвегии.

## История
Клуб был основан в 1894 году, но как лыжный клуб, отделение от него футбольной секции произошло намного позже.
В 1997 году команда выступала в Третьем дивизионе, четвёртом уровне в системе футбольных лиг Норвегии. В 1998 году «Улл/Киса» выиграл свою группу и вышел во Второй дивизион. Там он в течение следующих четырёх лет играл роль середняка, в 2003 команда финишировала второй в своей группе, отстав от вышедшего в Первый дивизион «Конгсвингера» на 4 очка. В следующий раз «Улл/Киса» серьёзно претендовал на повышение в классе в 2008 году, когда отстал от финишировавшего первым в группе «Конгсвингера» всего на 1 пункт. Наконец в 2011 году команда выиграла свою группу и вышла в Первый дивизион. 
Дебютировал «Улл/Киса» во второй по значимости лиге Норвегии успешно. Почти весь первый круг команда находилась в зоне прямого выхода в Типпелигу, но во второй половине чемпионата сдала свои позиции и лишь в конце зацепилась за зону плей-офф. В полуфинале плей-офф клуб в гостях переиграл финишировавший третьим «Саннефьорд» со счётом 4:3, при этом к 50-й минуте «Улл/Киса» вёл с результатом 4:0 в свою пользу. В финале же плей-офф команда из Йессхейма без шансов уступила «Саннес Ульфу» с общим счётом 1:7 (0:4 дома и 1:3 в гостях). В следующем сезоне «Улл/Киса» боролся уже за выживание, лишь по дополнительным показателям опередив вылетевший «Вард Хёугесунн». В 2014 году клуб и вовсе осел на предпоследнем месте и вылетел по итогам турнира во Второй дивизион. На возвращение во вторую по значимости лигу Норвегии команде потребовался всего год. Большую часть сезона 2016 «Улл/Киса» провёл в зоне вылета и лишь благодаря волевой гостевой победе в последнем туре над «Конгсвингером» со счётом 3:2 и поражению (0:5) конкурента, команды «Хёдд», сумел зацепиться за спасительное 12-е место.